# АБ 40
АБ 40 (итал. Autoblinda 40, AB 40) је био оклопни аутомобил произведен у Италији, кориштен у току Другог свјетског рата.
Произведен је мали број аутомобила (24) са 2 митраљеза калибра 8 mm. Кад се дошло до спознаје да је наоружање слабо, монтирана је купола са топом Бреда од 20 mm. Тако је добијен модел Аутоблинда 41.
Намјена аутомобила је требало да буде патролирање у афричким колонијама Италије и извиђање у коњичким дивизијама.